# بوش، اتریش
بوش (به آلمانی: Buch) یک منطقهٔ مسکونی در اتریش است که در ناحیه برگنتس واقع شده‌است. بوش ۶٫۱۵ کیلومتر مربع مساحت دارد ۷۲۵ متر بالاتر از سطح دریا واقع شده‌است.